# Stokésie bleue
Stokesia laevis
Genre
Espèce
Classification phylogénétique
La  Stokésie bleue, aussi connue sous le nom d'Aster de Stokes ou encore de  Bleuet de Stokes, est une espèce de plante à fleurs dicotylédone de la famille des Asteraceae. C’est une plante native du sud-est des États-Unis. Ce genre ne compte qu’une seule espèce. Elle fut initialement décrite sous le nom Carthamus Laevis en 1769 par Hill.

## Description
C'est une plante herbacée vivace qui a à la fois l’aspect d’une Centaurée, et d’un Carthame.
C’est une plante robuste au port érigée avec une hauteur atteignant 50cm, sa partie supérieure est tomenteuse. Les feuilles sont lancéolées, glabres et alternées, celles de la base sont épineuses.
Les fleurs sont solitaires et en capitule, de 5 à 10cm de diamètre. La corolle frangées rappellent le Bleuet. L’involucre est composé d’écailles foliacées. La plante fleurit généralement de la fin du printemps à l’automne. Plusieurs cultivars, utilisés comme plantes ornementales, existent avec des fleurs de couleur blanche à mauve.